# Estação Ecológica Rio Flor do Prado
A Estação Ecológica Rio Flor do Prado é uma estação ecológica do Brasil. Protege uma área de floresta amazônica e é administrado pelo estado de Mato Grosso.

## Localização
A Estação Ecológica Rio Flor do Prado possui uma área de 8 517 hectares no município de Aripuanã, Mato Grosso. Fica a leste do rio Roosevelt. A área fica à margem direita do rio Flor do Prado, afluente do rio Roosevelt, e faz divisa com terras indígenas. Está no bioma Amazônia, possuindo pouco mais de 66% de floresta tropical aberta e cerca de 34% de floresta tropical densa.

## Conservação
A Estação Ecológica Rio Flor do Prado foi criada pelo decreto 2.124 de 9 de dezembro de 2003. O conselho consultivo foi criado em 15 de dezembro de 2014.